# A Nightmare on Elm Street (videogioco 1990)
A Nightmare on Elm Street è un videogioco a piattaforme pubblicato nel 1990 per Nintendo Entertainment System dalla LJN. Il videogioco è ispirato con licenza ufficiale alla serie di film Nightmare, e in particolare ai film Nightmare III: I guerrieri del sogno e Nightmare IV: Il non risveglio.
Un altro A Nightmare on Elm Street, completamente distinto per genere e produzione, uscì l'anno precedente per computer.

## Modalità di gioco
Il giocatore controlla un personaggio che si muove lungo alcune ambientazioni di Elm Street a scorrimento orizzontale in entrambi i sensi, raccogliendo le ossa di Freddy Krueger, in modo da bruciarle in una fornace e mettere fine al suo regno del terrore. Fino a 4 giocatori possono partecipare simultaneamente, in cooperazione, se si dispone dell'adattatore NES Four Score per più gamepad. Ogni personaggio può perdere energia e morire se colpito dalle creature e dagli ostacoli presenti nei livelli, e ha a disposizione quattro vite. Alcune delle creature si possono attaccare ed eliminare a pugni. Sullo schermo è inoltre rappresentato il livello di sonno del personaggio, che man mano aumenterà. Quando il livello è al massimo il personaggio controllato dal giocatore si addormenterà e si ritroverà a continuare il gioco nel mondo dei sogni, dove gli ostacoli e i nemici hanno un aspetto differente, più spettrale, e sono più difficili.
Per evitare di addormentarsi il personaggio può raccogliere delle tazze di caffè nel corso dei livelli, inoltre se il personaggio si tiene in movimento il sonno aumenta meno rapidamente. Per risvegliarsi e tornare dal mondo dei sogni deve invece raccogliere una radio. Altri oggetti da raccogliere, utilizzabili solo nel mondo dei sogni, sono i potenziamenti che possono far trasformare il personaggio in combattenti più efficaci, con arma a distanza: guerriero ombra (un ninja con shuriken), necromante (con attacco magico e levitazione) e acrobata (con salto più lungo e giavellotto da lancio). Una volta che il giocatore raccoglie tutte le ossa, esso viene automaticamente trasportato nel mondo dei sogni, dove dovrà affrontare Freddy Krueger in persona, che assume diverse forme mostruose.